# Schistidium imberbe
Schistidium imberbe là một loài Rêu trong họ Grimmiaceae. Loài này được (Sm.) Nees & Hornsch. mô tả khoa học đầu tiên năm 1823.